# Valbonne
Valbonne je obec v jihovýchodní Francii. Nachází se v departementu Alpes-Maritimes, 30 km západně od Nice a je součástí svazu obcí Communauté d'agglomération de Sophia Antipolis. Centrum staré vesnice leží v údolí řeky Brague na severozápadě. Jižní část Côte d'Azur je u moře. Vládne zde středomořské podnebí.
Valbonne má rozlohu 18,9 km², je to město a žije zde přibližně 12 tisíc obyvatel. Obyvatelé se nazývají Valbonští nebo Valboňané (francouzsky Valbonnais).

## Historie
Zatímco blízké okolí byl osídleno již v době bronzové a k dnešní městské aglomeraci patří někdejší antická římská osada Sophia Antipolis, zalesněné území v údolí (které je centrem města) zůstalo neobydlené až do konce 12. století.  
V roce 1199 k jeho kolonizaci bylo založeno opatství Panny Marie mnišského řádu ze Chalais, (jihofrancouzské - provensálské verzi analogické staršímu řádu cisterciáků), nazvané  latinsky Vallis bona (Dobré údolí). Již koncem 13. století opatství upadlo do hospodářských potíží, pro které roku 1297 přešlo pod cisterciácký řád ke klášteru sv. Ondřeje ve Villeneuve-lez-Avignon. Biskupská kapitula v Grasse toto spojení odmítla a nařídila připojení ke klášteru cisterciáků v Lérins, k němuž roku 1302 skutečně došlo a roku 1335 je potvrdil francouzský exilový papež.
Vlivem válek, moru a špatného hospodaření se vesnice koncem středověku vylidnila 
Proto za vlády Ludvíka XI. v roce 1519 dal Augustine Grimaldi, opat z Lérins a zároveň biskup z Grasse, klášterní pozemky šachovnicově rozparcelovat kolem centrálního prostranství (pozdější náměstí Place des Arcades) a rozprodal je různým zájemcům. Tak se obec rozvíjela v prosperitě zemědělského podnikání, ekonomika byla založena převážně na vinařství a těžbě jílu pro výrobu cihel a keramiky. 
Poměrně uzavřená obec měla zemědělský ráz až do poloviny 20. století, ještě v roce 1954 nemělo Valbonne ani tisíc obyvatel.

## Technologický park
O růst populace se zasloužil největší technologický park ve Francii Sophia Antipolis, který byl jihozápadně od obce založen z iniciativy politika Pierra Lafitta. Sestává ze dvou částí: Parc de la Valmasque na ploše 561 hektarů území vesnic Mougins a Valbonne, a Parc de la Brague založený na zelené louce jihozápadně odtud.  Sídlí v něm okolo 2500 firem a zaměstnává téměř 40 000 lidí. Má svou univerzitu, výzkumná i vývojová střediska. 

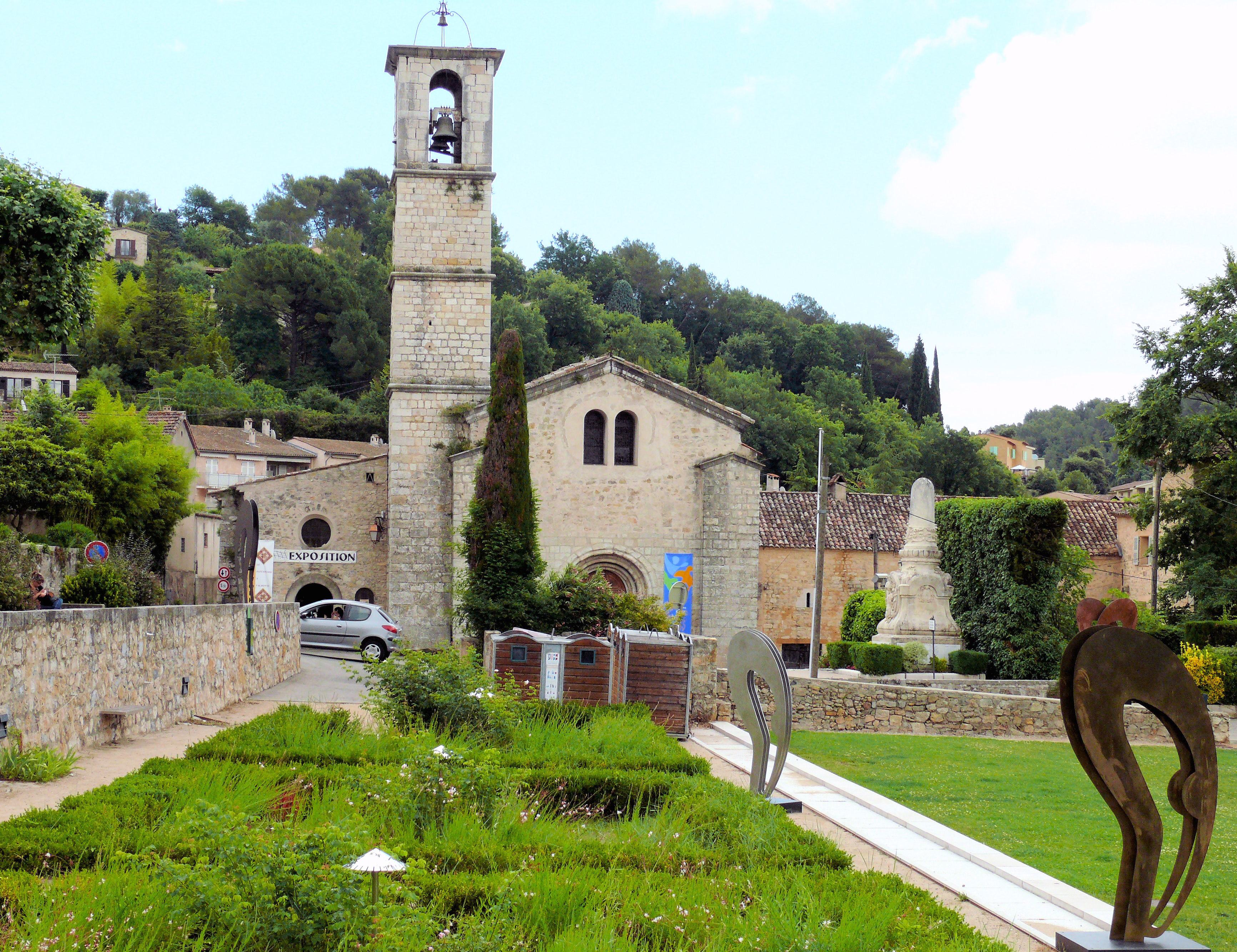
Opatství Vallis bona

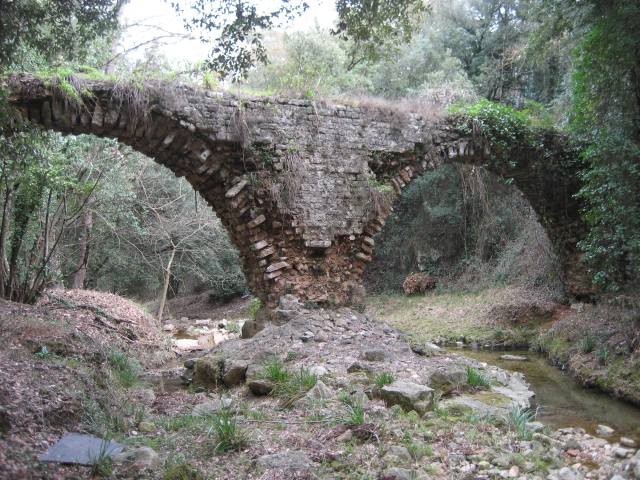
Antibeský akvadukt

## Památky
- Románské stavby opatství Vallis bona s kostelem Panny Marie a konventem
- Akvadukt Clausonnes, zbytky cihlové konstrukce a dvou pilířů z doby Římské říše, přes řeku Brague a podél jejího břehu; památkově chráněný.[4]
- Antibeský akvadukt přes řeku Boullide. má rovněž cihlovou konstrukci z doby římské, je v  místní části Sophia Antipolis,rovněž; památkově chráněný.
- Římské antické archeologické památky ze Sophia Antipolis - jsou vystaveny v regionálním muzeu